# Ministerium für Bildung, Wissenschaft und Sport der Republik Litauen

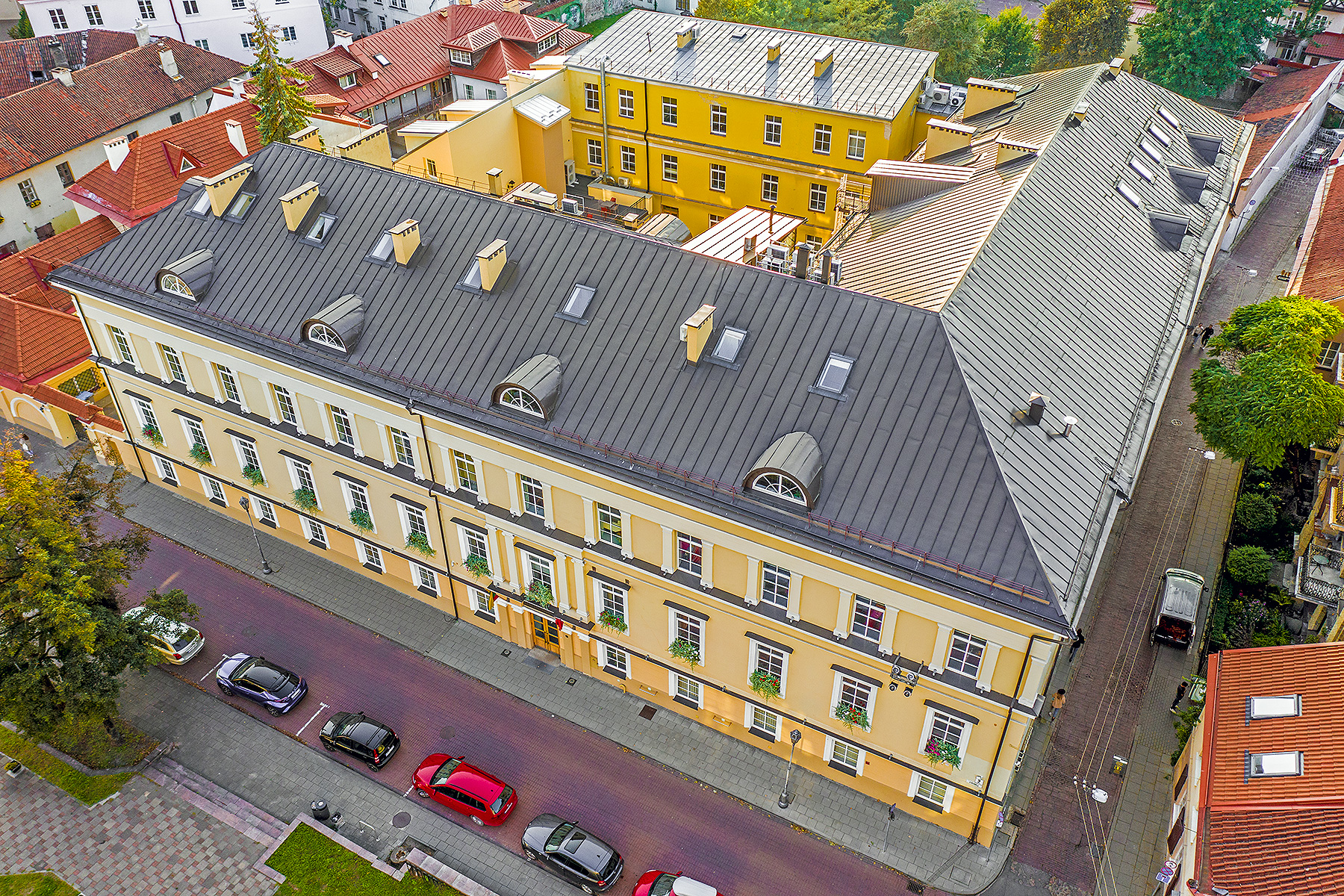
2020

Das Ministerium für Bildung, Wissenschaft und Sport der Republik Litauen (lit. Lietuvos Respublikos švietimo, mokslo ir sporto ministerija) ist  eines von 14 Ministerien der Regierung Litauens. Dienstsitz ist Vilnius.

## Minister
- 1994–1996: Vladislavas Domarkas
- 1996–1998: Zigmas Zinkevičius
- 1998–2000: Kornelijus Platelis, Dichter
- 2000–2004: Algirdas Monkevičius
- 2004–2006: Remigijus Motuzas, LSDP
- 2006–2008: Roma Žakaitienė, Juristin, LSDP
- 2008–2008: Algirdas Monkevičius, NS
- 2008–2012: Gintaras Steponavičius  (* 1967), Jurist, LRLS
- 2012–2015: Dainius Pavalkis, Arzt, DP
- 2015–2016: Audronė Pitrėnienė, Pädagogin, DP
- 2016–2018: Jurgita Petrauskienė, Pädagogin, parteilos
- 2019–2020: Algirdas Monkevičius, Lehrer, Rektor
- 2020–2023: Jurgita Šiugždinienė, Rektorin
- 2023–2024: Gintautas Jakštas (* 1990), Ökonometrist
- April–Juni 2024: Monika Navickienė (kommiss.)
- Juni 2024: Gintarė Skaistė (kommiss.)
- Seit 27. Juni 2024: Radvilė Morkūnaitė-Mikulėnienė (* 1984)

## Vizeminister
Bis 2016
Rolandas Zuoza, Genoveita Krasauskienė, Svetlana Kauzonienė und Natalja Istomina